# Горњи Петрич
Горњи Петрич (алб. Pjetërq i Epërm) је насељено место у општини Клина, на Косову и Метохији. Према попису становништва из 2011. у насељу је живело 563 становника.

## Становништво
Према попису из 2011. године, Горњи Петрич има следећи етнички састав становништва:
| Националност | 2011.        |
| Албанци      | 522 (92,71%) |
| Египћани     | 26 (4,61%)   |
| Роми         | 14 (2,48%)   |
| недоступно   | 1 (0,02%)    |
| Укупно       | 563          |

| Демографија | Демографија | Демографија |
| Година      | Становника  | Становника  |
| ----------- | ----------- | ----------- |
| 1948.       | 433         |             |
| 1953.       | 457         |             |
| 1961.       | 564         |             |
| 1971.       | 642         |             |
| 1981.       | 909         |             |
| 1991.       | 1.192       |             |
| 2011.       | 563         |             |